# Грінченко Віктор Тимофійович
Ві́ктор Тимофі́йович Грінче́нко  (нар.4 жовтня 1937, Полтава) — український науковець у галузях акустики та механіки рідин, академік Національної академії наук України (1995), академік НАН України, заслужений діяч науки і техніки України, почесний академік АН вищої школи України з 2015 року за науковим відділенням фізики та астрономії, лауреат Державної премії УРСР в галузі науки і техніки (1989).

## Навчання
Закінчив Механіко-математичний факультет Київського національного університету імені Тараса Шевченка (1959). Розпочав дослідницьку роботу в Київському державному університеті ім. Т. Г. Шевченка під керівництвом вчених-механіків академіків А. Д. Коваленка та Г. М. Савіна.

## Інститут механіки НАН України
Продовжив наукову роботу в Інституті механіки НАН України. Роботи Віктора Тимофійовича в цей час були спрямовані на вивчення особливостей напруженого стану шаруватих оболонок, що знаходилися під дією інтенсивного нерівномірного нагріву. Оцінки такого напруженого стану були важливими для визначення працездатності елементів ракетної техніки при їх вході в атмосферу з космічними швидкостями. Розроблені В. Т. Грінченком методи розв'язання граничних задач та встановлені залежності рівня напруженості в залежності від механічних характеристик матеріалів у шаруватих конічних оболонках одержали позитивну оцінку фахівців КБ «Південне». Отримані результати лягли в основу кандидатської дисертації, яку Віктор Тимофійович захистив у 1963.
Крім статичних задач термопружності неоднорідних пружних тіл, постановка яких стимулювалася потребами ракетної техніки, об'єктом досліджень В. Грінченка стають динамічні процеси в пружних тілах. Результати фундаментальних досліджень закономірностей статичного деформування просторово розвинених пружних тіл, формування їх спектрів власних частот та форм коливань узагальнені у докторській дисертації, яку він захистив у 1973.
Практичні потреби розвитку гідроакустики в 70-ті роки і тісна співпраця з НДІ «Гідроприлад» визначили основні напрями наукової роботи Віктора Тимофійовича у той період. Його роботи стали внеском у розвиток електропружності. Пружні матеріали із сильним п'єзоефектом широко використовувалися при створенні гідроакустичних випромінювачів. Дослідження поведінки конструктивних елементів з таких матеріалів з урахуванням динамічної взаємодії з рідиною дало можливість напрацювати практично важливі рекомендації щодо управління характеристиками акустичних систем. На основі таких рекомендацій було створено новий тип низькочастотного випромінювача зі змінною резонансною частотою, гідроакустичні екрани, прозорі для потоку рідини і непрозорі для звуку та ін.

## Київський політехнічний інститут
З 1976 В. Грінченко читає курс лекцій «Основи акустики» для студентів електроакустичного факультету Київського політехнічного інституту. Цей курс він читав незмінно до кінця 90-х років. У 1980 р. йому присвоєно звання професора по кафедрі акустики та акустоелектроніки. Під його керівництвом 5 віпускників кафедри стали докторами наук з акустики.

## Інститут гідромеханіки НАН України
На початку 1980-х наукові інтереси Віктора Грінченка пов'язані переважно з вивченням акустичних ефектів у нестаціонарних потоках рідини. Для розвитку таких досліджень в Інституті гідромеханіки НАН України в 1981 було створено лабораторію, а згодом відділ гідродинамічної акустики. Відтоді наукова діяльність Віктора Грінченка зосереджена в цьому інституті. З 1981 він обіймає посаду заступника директора з наукової роботи і керівника відділу гідродинамічної акустики. В 1987 обраний директором інституту, на цій посаді він працює і сьогодні. З 1995 — академік НАН України.
Наукова робота вченого у 1980-ті роки пов'язана з вивченням закономірностей генерації звукових полів турбулентними потоками та полів пульсацій тиску на поверхнях тіл, що обтікаються рідиною за умов великих швидкостей. Під керівництвом Віктора Тимофійовича в Інституті було створено експериментальну базу для дослідження акустичних характеристик видовжених гідроакустичних антен, що буксируються. Результати цієї роботи знайшли практичне застосування при створенні об'єктів низькочастотної гідроакустичної техніки.
На початку 1990-х очолюваний Віктором Грінченком колектив акустиків Інституту гідромеханіки НАН України був переорієнтований на дослідження в галузі медичної акустики. Одержано важливі результати, що стосуються особливостей механізму генерації звуків дихання, вивчено акустичні характеристики респіраторної системи людини. Під безпосереднім керівництвом Віктора Тимофійовича створено комп'ютерний комплекс для реєстрації та обробки звуків дихання. Комплекс пройшов всі необхідні тестування і рекомендований Міністерством охорони здоров'я України для використання в медичних закладах.

## Науково-організаційна діяльність
В. Т. Грінченко є редактором двох наукових часописів: «Акустичний вісник» та «Прикладна гідромеханіка», членом редакційної колегії журналу «Доповіді НАН України», співредактором англомовного «Міжнародного журналу з механіки рідини» (США). Віктор Тимофійович постійно бере участь у роботі організаційних комітетів вітчизняних та міжнародних наукових конференцій. Велике значення в організації досліджень з механіки в Україні мають керовані ним постійно діючі семінари в Інституті гідромеханіки НАН України та Київському національному університеті імені Тараса Шевченка. Протягом шести років він був головою експертної ради ВАК України з механіки. Організаційна робота В. Т. Грінченка забезпечила можливість формування та багаторічного функціонування єдиної в Україні спеціалізованої вченої ради із присудження наукових ступенів доктора і кандидата наук з акустики. Він підготував 12 докторів і 15 кандидатів наук.

## Сім'я
- Дружина — Тамара Грінченко (з 1994 року)

## Деякі наукові публікації
- В. Грінченко, Т. Грінченко: «Вікіпедія» як елемент культури інформаційного суспільства [Архівовано 19 жовтня 2016 у Wayback Machine.]/ ISSN 0372-6436. Вісник НАН України, 2010, № 10, сторінки 54-63
- В.Т. Грінченко, І. В. Вовк, В. Т. Маципура Основи акустики, -Київ, Наукова думка, 2007, 640 с. ISBN 978-966-00-0622-5.
- В. Т. Гринченко, В. Т. Мацыпура, А. А. Снарский Фракталы. От удивления к рабочему инструменту [Архівовано 2 лютого 2017 у Wayback Machine.],- Киев, Наукова думка, 2013, 269 с.ISBN: 978- 966-00-1349-0.
- В. Т. Гринченко, В. Т. Мацыпура, А. А. Снарский Введение в нелинейную динамику. Хаос и фракталы. -- Киев, Наукова думка, 2005, 263 с. ISBN 966-000331-3.